# Avigliana (stacja kolejowa)
Avigliana (wł. Stazione di Avigliana) – stacja kolejowa w Avigliana, w prowincji Turyn, w regionie Piemont, we Włoszech. Znajduje się na liniach z Turynu do Genui i Savony.
Według klasyfikacji RFI ma kategorię srebrną.

## Linie kolejowe
- Turyn – Modane